# Персидский мальчик
«Персидский мальчик» (англ. The Persian Boy) — исторический роман британской писательницы Мэри Рено, опубликованный в 1972 году. Вторая часть трилогии об Александре Македонском.

## Сюжет и оценки
Действие романа происходит в IV веке до н. э. Книга рассказывает о позднем этапе завоеваний Александра Македонского (в Бактрии и Индии), о его возвращении в Вавилон и смерти, причём все эти события описываются от лица приближённого царя — евнуха Багоя. Это вторая часть трилогии, продолжение романа «Небесное пламя». Рено здесь использует не только исторические факты, но и легенды, сложившиеся вокруг личности Александра.
Историки отмечают, что Багой у Рено играет ту роль, которую в действительности играл Гефестион: это ближайший друг и возлюбленный царя, имеющий огромное влияние на государственные дела. Трилогия об Александре стала стилеобразующей для писателей, работающих в жанре гей-романа.
По словам автора некролога Рено в «Таймс», «Персидский мальчик», как и другие романы писательницы, «олицетворяет высшую цель исторического романа — дать читателю новое представление о прошлом».